# Losilla (Valencia)
Losilla es una aldea situada en la provincia de Valencia, España, perteneciente al municipio de Aras de los Olmos. Cuenta con una población de 21 habitantes (2023) empadronados. Es una aldea rural limítrofe con las comunidades autónomas de Aragón y Castilla-La Mancha.
Esta encantadora aldea destaca por su ubicación, ya que es uno de los lugares de España desde donde mejor se aprecian las constelaciones de estrellas por la noche. Además, en esta pequeña aldea podemos encontrar una interesante ruta arqueológica protagonizada por el lagarto gigante de Losilla (Losillasaurus giganteus),  dinosaurio de grandes dimensiones perteneciente a la etapa del Jurásico tardío y que fue encontrado en esta zona.

## Ubicación
Losilla yace rodeada de montañas con infinidad de fauna y flora que hace que sus paisajes sean dignos de ver. A escasos 2 km de la aldea se encuentra el río Arcos.

## Demografía
| Gráfica de evolución demográfica de Losilla entre 2000 y 2023 |
|                                                               |
| Población de derecho según los censos de población del INE.   |